# Christian Alexander
Christian Alexander ou Christian Ivanov Ivanov, né le 14 avril 1990 à Athènes est un acteur américain connu pour les rôles de Kiefer Bauer  dans Hôpital central et de Thayer Ryback dans la série The Lying Game diffusée sur la chaîne américaine ABC Family. 

## Biographie courte
Né de parents bulgares à Athènes, Alexander est diplômé de Beverly Hills High School.
Il a concouru en gymnastique.

## Filmographie

### Film
| Année | Titre        | Rôle          | Notes      |
| ----- | ------------ | ------------- | ---------- |
| 2009  | Half Truth   | Johnny        | Short film |
| 2010  | Almost Kings | Zach          |            |
| 2012  | Bully        | Pete Kowalski |            |
| 2013  | Backgammon   | Andrew        |            |

### Television
| Année     | Titre                                                                 | Rôle                       | Notes                            |
| --------- | --------------------------------------------------------------------- | -------------------------- | -------------------------------- |
| 2006      | Zoé                                                                   | Harry                      | Épisode "Broadcast Views"        |
| 2007      | Médium                                                                | Le jeuneCasey Edward Frank | Épisode "The Whole Truth"        |
| 2008      | Grey's Anatomy                                                        | Will                       | Épisode "Freedom"                |
| 2008      | Retour à Lincoln Heights                                              | Jed McCall                 | Épisode "Sex, Lies, and Secrets" |
| 2008      | La Vie de croisière de Zack et Cody                                   | Evan                       | Épisode "Broke N Yo-Yo"          |
| 2009      | Les Mystères d'Eastwick                                               | Gus                        | 3 épisodes                       |
| 2009-2010 | Hôpital central                                                       | Kiefer Bauer               |                                  |
| 2011      | Filles des villes et filles des champs (Keeping Up with the Randalls) | Mitch Randall              | Téléfilm                         |
| 2011-2013 | The Lying Game                                                        | Thayer Rybak               | Récurrent                        |